# Санкт-Мориц (озеро)
Са́нкт-Мо́риц или Са́нкт-Мо́рицерзе (нем. St. Moritzersee, романш. Lej da San Murezzan) — высокогорное озеро в Верхнем Энгадине, кантон Граубюнден, Швейцария.
На берегу озера расположена деревня Санкт-Мориц, являющаяся всемирно известным центром зимнего отдыха.
Озеро Санкт-Мориц является самым северо-восточным и самым малым по площади в цепи трёх крупных озёр Верхнего Энгадина.

## Туризм и отдых
Озеро Санкт-Мориц является популярным у яхтсменов.
В феврале на замёрзшей поверхности озера с 1906 года проводятся конные скачки «White Turf».
В 1928 году часть соревнований Зимних Олимпийских игр, проходивших в Санкт-Морице, проводилась на льду озера.

Также на замёрзшем озере с 1988 года проводятся турниры по крикету на льду.

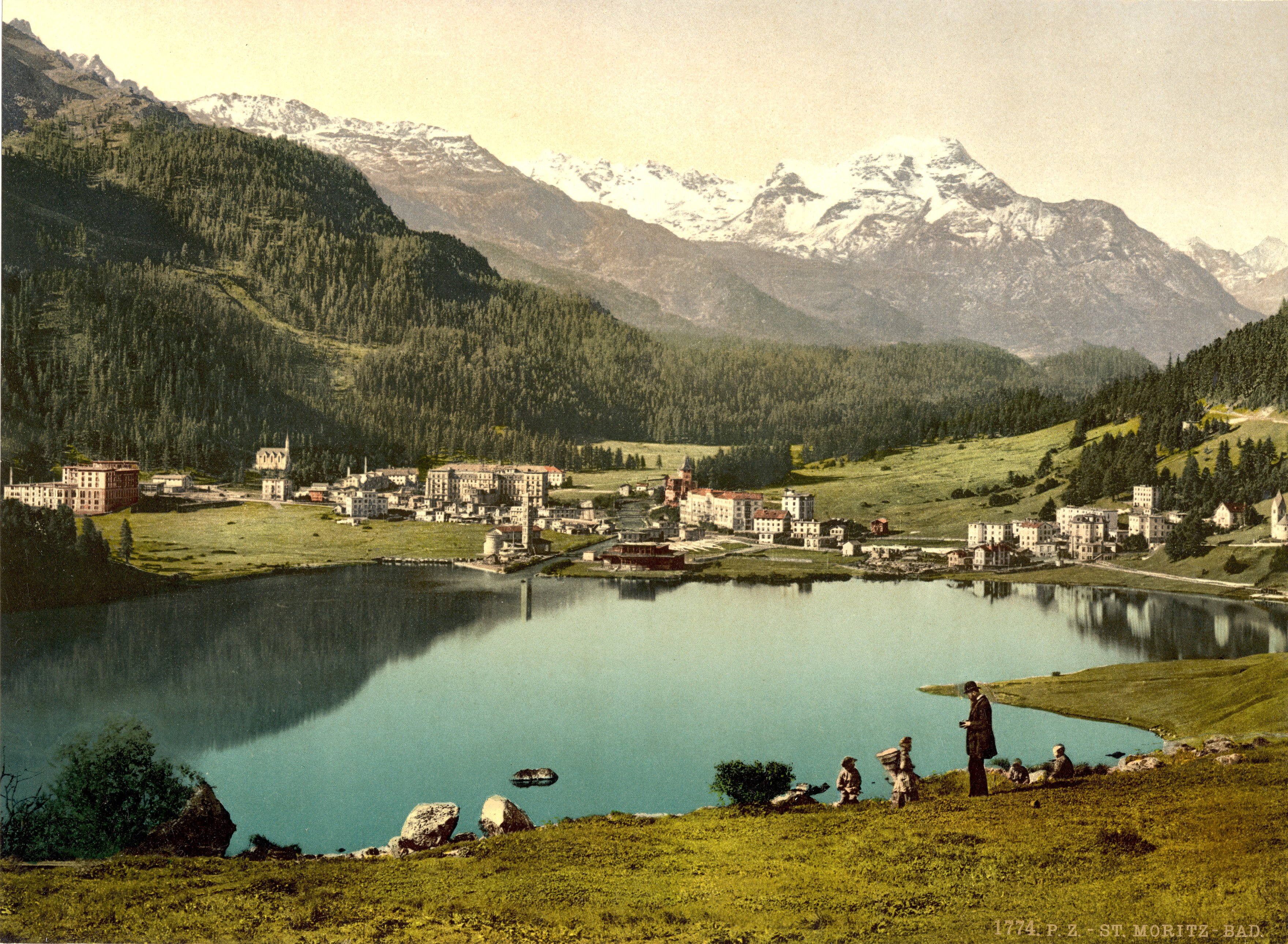
Вид озера от Санкт-Мориц Бад (St. Moritz Bad) в 1900 году